# Mitra kantori
Mitra kantori is een slakkensoort uit de familie van de Mitridae. De wetenschappelijke naam van de soort is voor het eerst geldig gepubliceerd in 2009 door Poppe, Tagaro & Salisbury.